# Clayton, Missouri
Clayton är administrativ huvudort i St. Louis County i Missouri. Orten fick sitt namn efter markägaren Ralph Clayton.

## Kända personer från Clayton
- Sam Goddard, politiker